# Мон дьо Марсан
Мон дьо Марса̀н (на френски: Mont-de-Marsan) е град в Югозападна Франция. Градът е главен административен център на департамент Ланд в регион Аквитания. Разположен е при вливането на реките Дуз и Миду. Основан е през 1133 г. Транспортен шосеен и жп възел. Население 30 212 жители по данни на преброяването от 2007 година.

## Личности
Родени
- Жоел Батс (р. 1957), френски футболен вратар и треньор
- Ален Жюпе (р. 1945), френски политик
- Патрисия Миярде (р. 1959), френска киноактриса